# Bridgewater, Maine
Bridgewater är en ort i Aroostook County i delstaten Maine, USA.